# Gorenja vas pri Mokronogu
Gorenja vas pri Mokronogu je naselje u slovenskoj Općini Mokronog - Trebelnu. Gorenja vas pri Mokronogu se nalazi u pokrajini Dolenjskoj i statističkoj regiji Donjoposavskoj regiji. 

## Stanovništvo
Prema popisu stanovništva iz 2002. godine naselje je imalo 16 stanovnika.